# Muhteşem İkili
Muhteşem İkili, titulada en Hispanoamérica como Agentes implicados, es una serie de televisión turca de 2018, protagonizada por İbrahim Çelikkol, Kerem Bürsin, Özge Gürel y Öykü Karayel. Producida por TMC Film y transmitida por Kanal D. 

## Sinopsis
El drama policial sigue las investigaciones lideradas por dos policías opuestos en Estambul: Barça (İbrahim Çelikkol), que forma parte de una unidad que lucha contra el crimen organizado en el lado asiático de la ciudad, y MKC (Kerem Bürsin), un policía extravagante que ocupa la misma posición en el lado europeo. 
Ambos deciden unir fuerzas para trabajar juntos en una misión especial. Los dos policías se han evitado por años, pero en esta ocasión se ven obligados a dejar de lado sus diferencias para pelear juntos contra los enemigos comunes. Los oponentes son fuertes, y los desafíos muy duros, pero más difíciles será encontrar un terreno que les permita tolerarse mutuamente.

## Reparto
| Actor/Actriz          | Personaje               |
| --------------------- | ----------------------- |
| İbrahim Çelikkol      | Mert Barca              |
| Kerem Bürsin          | Mustafa Kerim Can (MKC) |
| Özge Gürel            | Nilüfer Can             |
| Öykü Karayel          | Yağmur Can              |
| Mahir Günşiray        | Yusuf Yıldırım          |
| Engin Şenkan          | Feridun Barca           |
| Zafer Algöz           | Yüksel                  |
| Eren Hacısalihoğlu    | Demiray                 |
| Bora Koçak            | Semih                   |
| Sabahattin Yakut      | Volkan                  |
| Özbek Kaplan          | Metin Meriç (Meto)      |
| Alper Baytekin        | Saffet                  |
| Gökay Müftioğlu       | Hasan                   |
| Onur Ayçelik          | Barbaros                |
| Şükrü Veysel Alankaya | Kuzgun                  |

## Emisión
| País           | Título             | Cadena        | Primera emisión        | Última emisión          | Horario semanal | Hora        |
| -------------- | ------------------ | ------------- | ---------------------- | ----------------------- | --------------- | ----------- |
| Turquía        | Muhteşem İkili     | Kanal D       | 1 de noviembre de 2018 | 12 de febrero de 2019   | Martes y jueves | 20:00       |
| Hispanoamérica | Agentes implicados | Kanal D Drama | 12 de julio de 2021    | 3 de septiembre de 2021 | Lunes a viernes | 17:50 19:50 |